# White Spotting (Pferd)

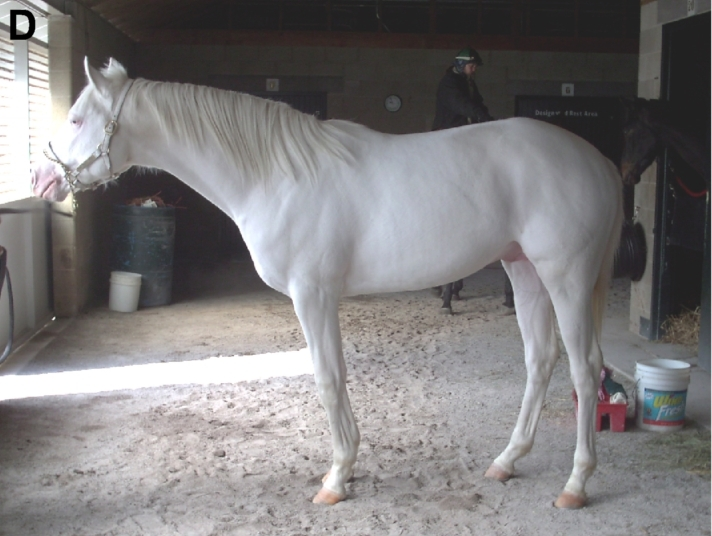
Englisches Vollblut mit White Spotting

White Spotting, früher als „Dominant White“ bekannt, ist ein umfassender Begriff für verschiedene Scheckmuster bei Pferden, die durch Mutationen im KIT-Gen verursacht werden. Es gibt über 30 verschiedene bekannte Mutationen, die zu einer breiten Palette von Mustern führen, von kleinen weißen Flecken und Stichelhaaren bis hin zu nahezu komplett weißen Körpern. Diese Muster variieren stark und einige sind spezifisch für bestimmte Familien oder Pferderassen. Die weiße Farbe wird durch Leuzismus verursacht, das heißt, die Melanozyten, die die Farbstoffe produzieren, sind aufgrund einer Mutation nicht in der Haut angekommen.

## Aussehen
Ein Pferd mit White Spotting hat bereits von Geburt an weiße Scheckung bis komplett weißes Fell und rosa Haut. Verschiedene W-Varianten haben eine unterschiedliche Ausprägung. Die Augen des Pferdes sind braun, selten auch blau.

## Genetik

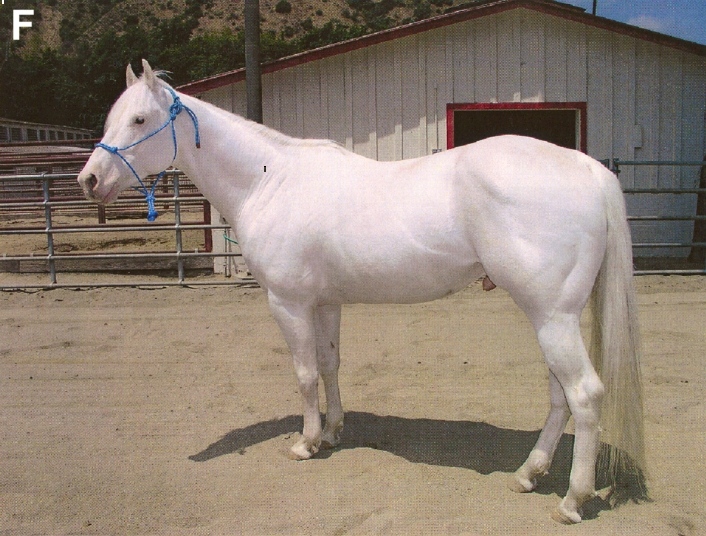
Camarillo White Horse, W4

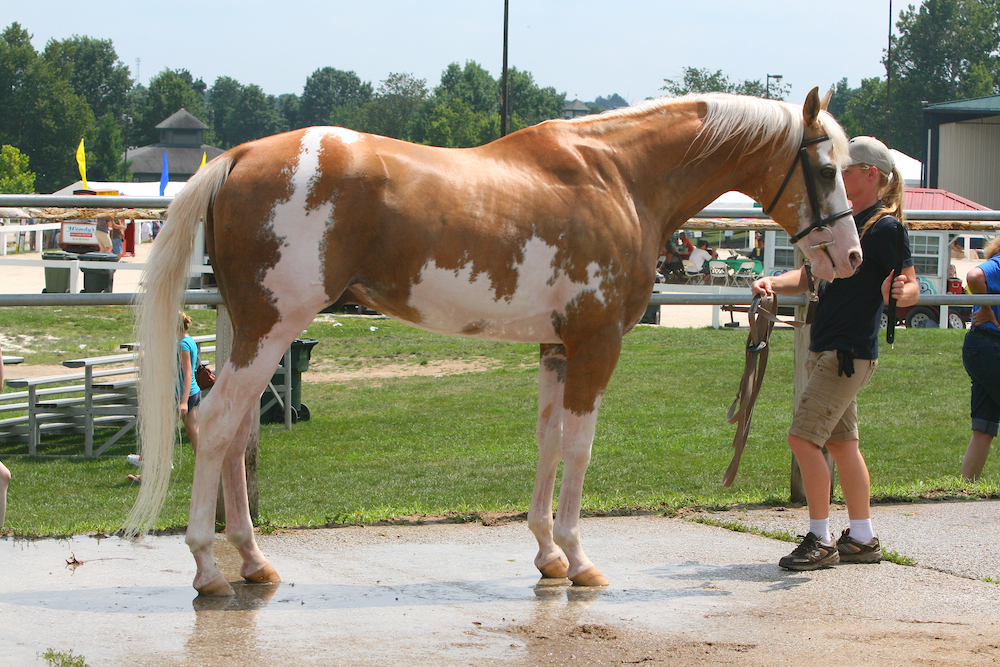
Vollblut-Hengst, W5

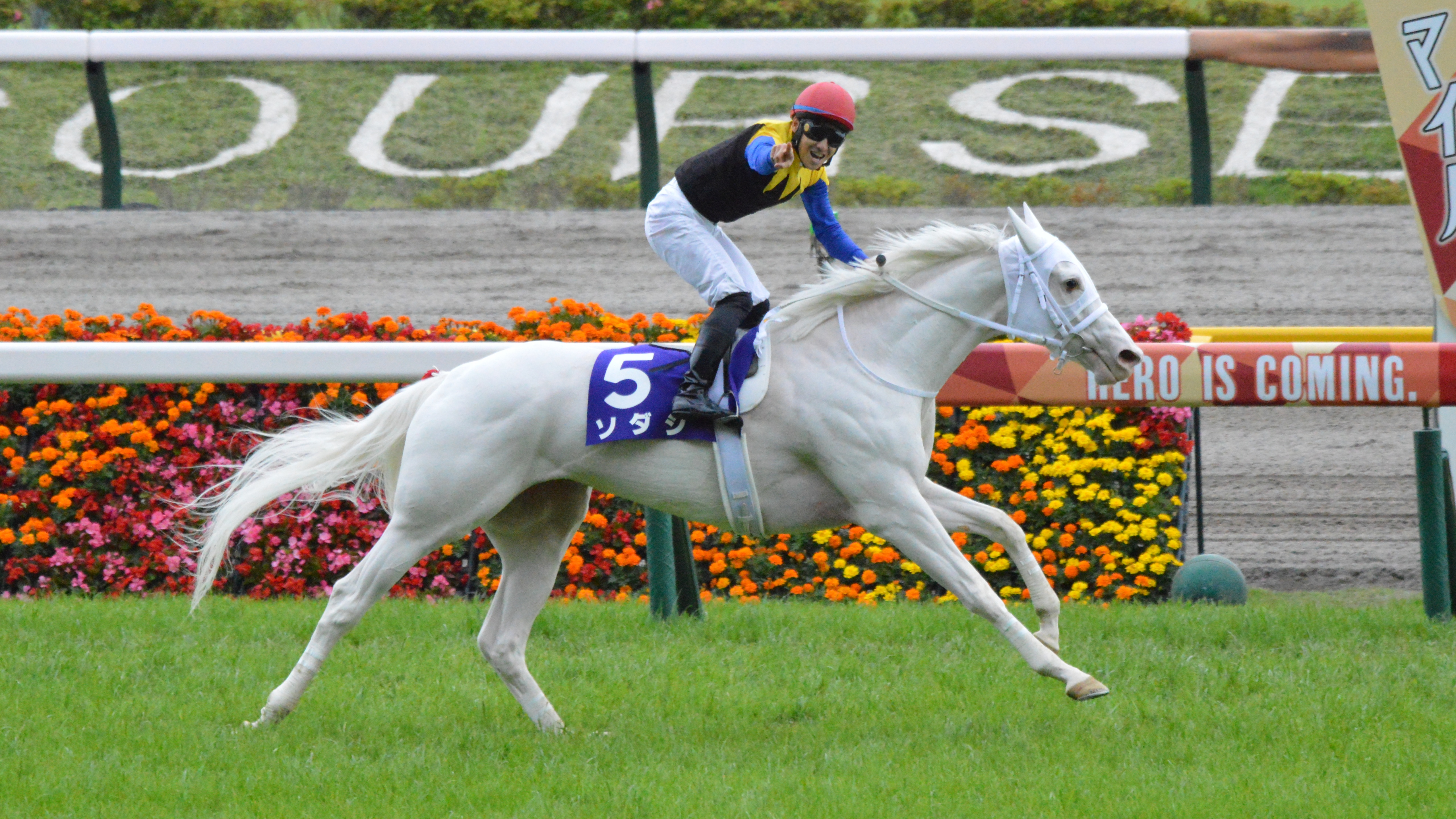
Englisches Vollblut, W14

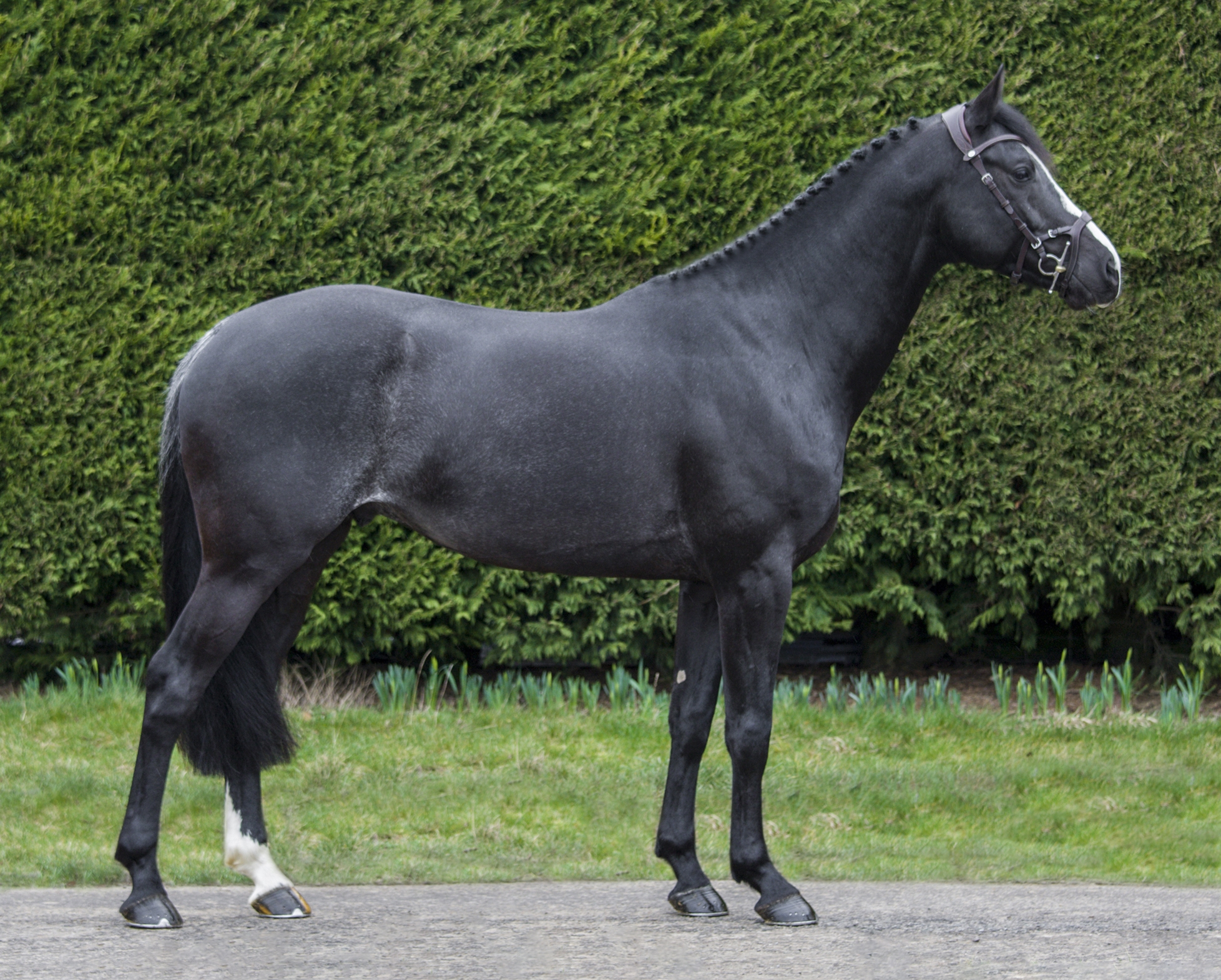
W20 erhöht den Weißanteil nur in Kombination mit anderen Scheckmustern. Dieser Hengst ist homozygot auf W20 getestet.

Es wurde angenommen, dass es ein einzelnes White-Gen gibt, das einen dominanten Erbgang besitzt, inzwischen wurde jedoch festgestellt, dass mehrere verschiedene Mutationen des KIT-Gens zu weißer Farbe führen. Deshalb wurde „Dominant White“ schließlich zu „White Spotting“ umbenannt. Bisher bekannte Varianten sind Sabino (Sb1) und White Spotting (W1-W34).
Dasselbe Gen (KIT) ist beim Tobiano und bei stichelhaarigen Pferden mutiert. Es ist in der Regel nicht möglich, dass ein Pferd mehr als zwei Mutationen im KIT-Gen aufweist. Nahebei auf demselben Chromosom liegt der Extension-Locus des Pferdes, so dass die Fuchsfarbe oft über mehrere Generationen gemeinsam mit einem dieser Gene vererbt wird.
Einige dieser W-Gene sind in ihrer homozygoten Ausprägung in der frühen Embryonalentwicklung tödlich. Das heißt, sie führen zu einer Fehlgeburt in dieser Zeit. Bei anderen W-Genen ist nicht bekannt, welchen Einfluss die homozygote Ausprägung hat.

Von Pferden mit White Spotting sind keine gesundheitlichen Probleme bekannt.

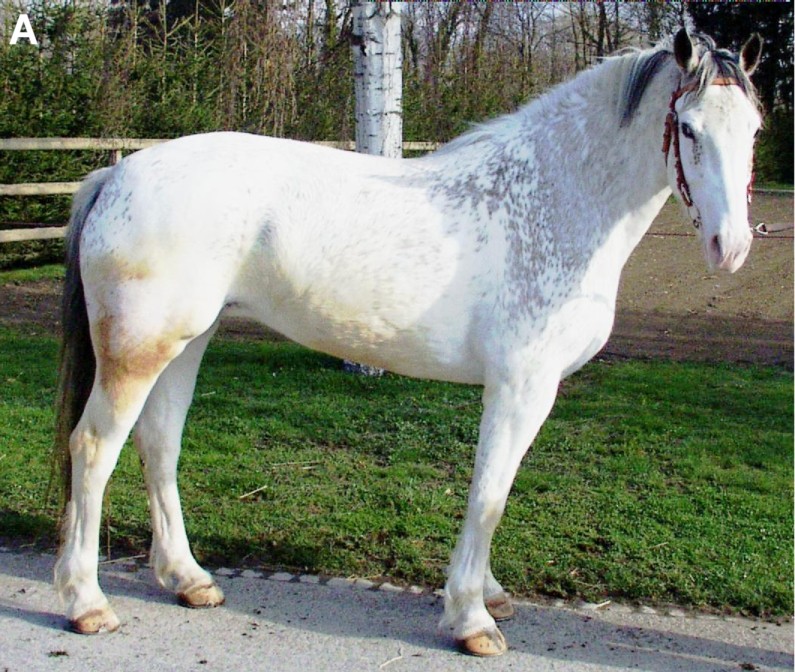
Freiberger-Stute, W1, mit einigen farbigen Haaren

## W-Gene in der Übersicht
| Name | Rasse                                     | Ursprung                                 |
| ---- | ----------------------------------------- | ---------------------------------------- |
| SB1  | viele Rassen, weit verbreitet             | unbekannt                                |
| W1   | Freiberger                                | „Cigale“, Stute, *1957                   |
| W2   | Englisches Vollblut                       | „KY Colonel“, Hengst, *1946              |
| W3   | Vollblutaraber                            | „R Khasper“, Hengst, *1996               |
| W4   | Camarillo White                           | „Sultan“, Hengst, *1912                  |
| W5   | Englisches Vollblut                       | „Puchilingui“, Hengst, *1984             |
| W6   | Englisches Vollblut                       | „Marumatsu Live“, Stute, *2004           |
| W7   | Englisches Vollblut                       | „Turf Club“, Stute, *2005                |
| W8   | Islandpferd                               | „Þokkadís vom Rosenhof“, Stute, *2003    |
| W9   | Holsteiner                                | unbekannt                                |
| W10  | Quarter Horse                             | „GQ Santana“, Hengst, *2000              |
| W11  | Süddeutsches Kaltblut                     | „Schimmel“, Hengst, *1997                |
| W12  | Englisches Vollblut                       | Name nicht bekannt, Hengst, *2010        |
| W13  | u. a. Quarter Horse, Friese, Paso Peruano | unbekannt                                |
| W14  | Englisches Vollblut                       | „Shirayukihime“, Stute, *1996            |
| W15  | Vollblutaraber                            | „Khartoon Khlassic“, Hengst, *1996       |
| W16  | Oldenburger                               | „Celine“, Stute, *2003                   |
| W17  | Ban'ei Keiba                              | „Hakubahime“, ?, *2010                   |
| W18  | Schweizer Warmblut                        | „Colorina von Hoff“, Stute, *2009        |
| W19  | Vollblutaraber                            | „Fantasia Vu“, Stute, *1990              |
| W20  | viele Rassen, weit verbreitet             | unbekannt                                |
| W21  | Islandpferd                               | „Ellert frá Baldurshaga“, Hengst, *2013  |
| W22  | Englisches Vollblut                       | „Not Quite White“, Stute, *1989          |
| W23  | Arabisches Vollblut                       | „Boomori Simply Stunning“, Hengst, *1989 |
| W24  | Italienischer Traber                      | „Via Lattea“, Stute, *2014               |
| W25  | Englisches Vollblut                       | „Laughyoumay“, Stute, *2001              |
| W26  | Englisches Vollblut                       | „Marbrowell“, Stute, *1997               |
| W27  | Englisches Vollblut                       | „Milady Fair“, Stute, *1960              |
| W28  | Deutsches Reitpony                        | „Phantasio Spotty Dream“, Hengst, *2018  |
| W29  | momentan nicht vergeben                   | -                                        |
| W30  | Berber                                    | „Aghilasse“, Hengst, *2000               |
| W31  | Quarter Horse, Paint Horse                | „Cookin Merada“, Hengst, *2004           |
| W32  | Quarter Horse, Paint Horse                | unbekannt                                |
| W33  | American Standardbred                     | „Lucy“, Stute, *2021                     |
| W34  | viele Rassen, weit verbreitet             | unbekannt                                |

### Weitere Gene
White Spotting ist Gegenstand intensiver Forschung. Es werden regelmäßig weitere Varianten entdeckt und veröffentlicht. Da der KIT-Lokus relativ instabil ist, werden auch in Zukunft neue Varianten entstehen.

## Verwechslungsmöglichkeiten

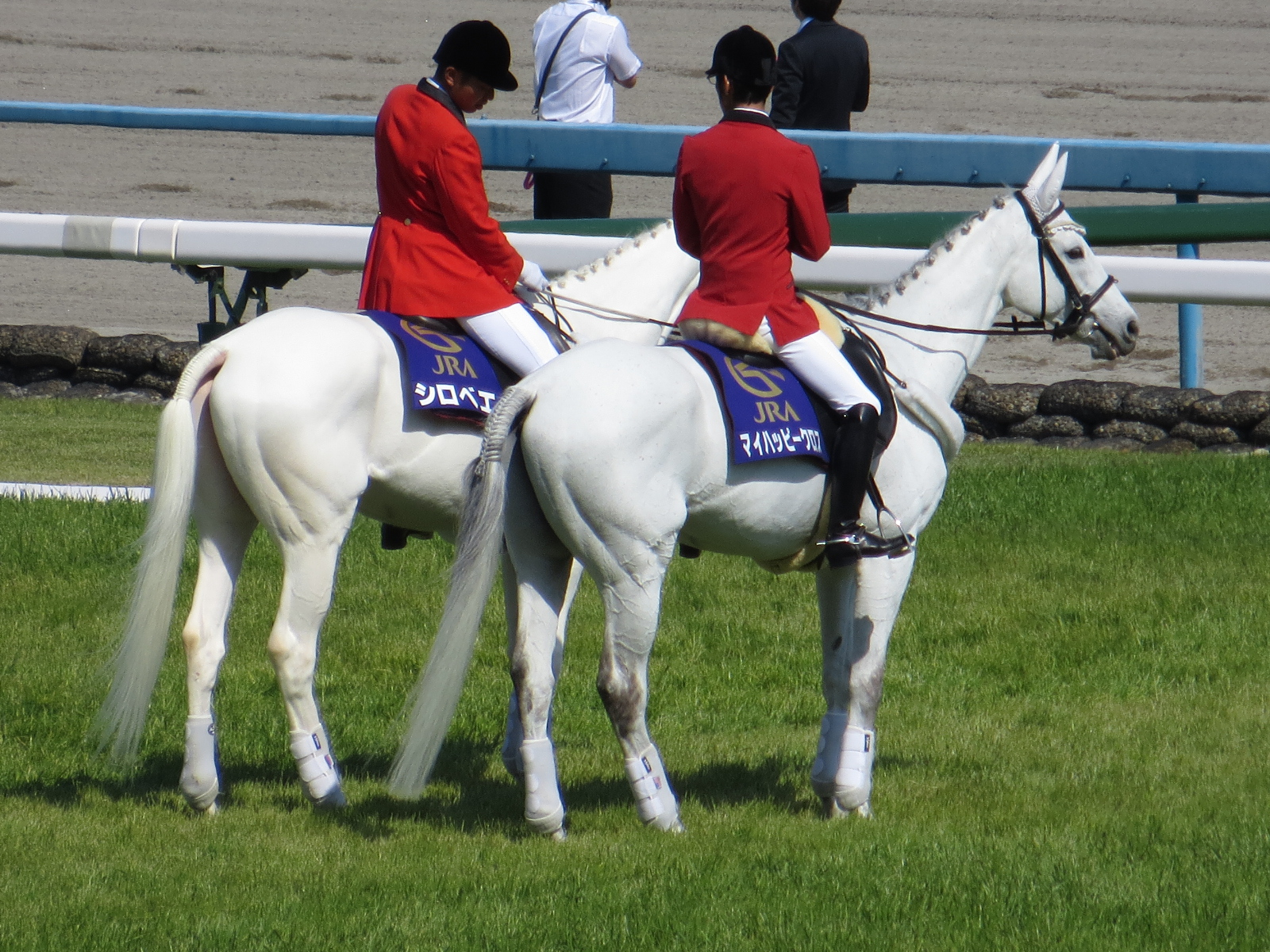
Links, Pferd mit W14; rechts, Schimmel (kein White Spotting)

- Weißisabelle: Zweimal durch das Cream-Gen aufgehellte Pferde unterscheiden sich vom Dominant Weißen Pferd durch ihre blauen Augen. Das Fell hat einen leicht goldenen oder silbernen Schimmer und ist nicht schneeweiß.
- Schimmel: hat dunkle Haut und schimmelt erst in den ersten Lebensjahren aus
- Maximale Schecken: Je nach Scheck-Gen unterschiedliche Augenfarbe, sonst wie White Spotting und teilweise nur durch Gentest zu unterscheiden